# Города Палау
Пала́у — небольшое островное государство в южной части Тихого океана с общим населением менее 20 000 человек. Там всего 7 населённых пунктов с населением более 200 человек:
| № | Русское название | Местное название | Перепись 01-04-2000 | Перепись 01-04-2005 | Перепись 09-09-1995 | Перепись 13-04-2015 |
| - | ---------------- | ---------------- | ------------------- | ------------------- | ------------------- | ------------------- |
| 1 | Аираи            | Airai            | ...                 | ...                 | 2207                | 1928                |
| 2 | Бкулангрилл      | Bkulangriil      | ...                 | ...                 | 170                 | 227                 |
| 3 | Клоулклабед      | Kloulklubed      | ...                 | ...                 | 702                 | 471                 |
| 4 | Корор            | Koror            | 10846               | 11584               | 10743               | 10032               |
| 5 | Меюнс            | Meyuns           | 1453                | 1719                | 1933                | 1675                |
| 6 | Нгерулмуд        | Ngerulmud        | ...                 | ...                 | ...                 | ...                 |
| 7 | Нгеткиб          | Ngetkib          | ...                 | ...                 | 516                 | 529                 |